# 青丘六
青丘六（HD 100623），又名CD-32 8179，SAO 202583、HR 4458，是一個位於長蛇座的聯星系統，视星等为5.98，位于銀經284.79，銀緯27.31，其B1900.0坐标为赤經11h 29m 37.8s，赤緯-32° 27.31′ 5″。